# Rheinländer
Rheinländer är en tysk populär pardans. Musiken påminner mycket om schottis. Historiskt finns ett samband mellan rheinländer och polka, som i sina tidigare former gick i långsammare tempo än idag.
Flera svenska populära melodier i slutet av 1800-talet kallades för rheinländer. En välkänd sådan melodi i början av 1900-talet var "En nutida Frykdalsdans". Stilen kallades ibland för 'padekatt' och andra förvrängningar. Andra liknande melodier kallades ibland 'Schottish- Pas de quatre'.